# Islandia na Zimowych Igrzyskach Olimpijskich 1988
Islandię na Zimowych Igrzyskach Olimpijskich 1988 w kanadyjskim Calgary reprezentowało dwóch mężczyzn i jedna kobieta, którzy wystartowali w dwóch dyscyplinach.
Był to dziesiąty start Islandii na zimowych igrzyskach olimpijskich.

## Wyniki

### Biegi narciarskie
Mężczyźni
| Konkurencja                     | Zawodnik       | Wyścig    | Wyścig  |
| Konkurencja                     | Zawodnik       | Czas      | Miejsce |
| ------------------------------- | -------------- | --------- | ------- |
| Bieg na 30 km stylem klasycznym | Einar Ólafsson | 1'39:56.3 | 65      |
| Bieg na 50 km stylem dowolnym   | Einar Ólafsson | 2'18:21.9 | 44      |

### Narciarstwo alpejskie
Mężczyźni
| Zawodnik          | Konkurencja   | Wyścig 1 | Wyścig 2 | Suma         | Suma    |
| Zawodnik          | Konkurencja   | Czas     | Czas     | Czas         | Miejsce |
| ----------------- | ------------- | -------- | -------- | ------------ | ------- |
| Daníel Hilmarsson | Supergigant   |          |          | Nie ukończył | –       |
| Daníel Hilmarsson | Slalom gigant | 1:13.15  | 1:09.59  | 2:22.74      | 42      |
| Daníel Hilmarsson | Slalom        | 58.98    | 56.31    | 1:55.29      | 24      |

Kobiety
| Zawodnik               | Konkurencja   | Wyścig 1      | Wyścig 2 | Suma          | Suma    |
| Zawodnik               | Konkurencja   | Czas          | Czas     | Czas          | Miejsce |
| ---------------------- | ------------- | ------------- | -------- | ------------- | ------- |
| Guðrún Kristjánsdóttir | Slalom gigant | Nie ukończyła | –        | Nie ukończyła | –       |